# Gilbert Simondon
Gilbert Simondon, né le 2 octobre 1924 à Saint-Étienne et mort le 7 février 1989 à Palaiseau, est un philosophe français du XXe siècle. Il est spécialiste de la théorie de l'information, de philosophie de la technique, de psychologie et d'épistémologie. Il est connu pour ses deux thèses, Du mode d'existence des objets techniques et L'individuation à la lumière des notions de forme et d'information. Le reste de son œuvre consiste en de nombreux articles, cours et conférences.

## Biographie

### Famille
Gilbert Antoine Barthélémy Simondon est le fils d’Hyppolite Simondon et de Nathalie Giraud et le frère aîné de Denise Simondon. Son père est employé des postes et a été blessé à la Bataille de Verdun. Sa mère est issue d'une famille d'agriculteurs.
Il se marie avec l'helléniste Michelle Berger, qu'il rencontre lors de ses années à l'École normale supérieure, et de leur union naissent sept enfants.

### Formation
Gilbert Simondon fait ses études secondaires au lycée Claude-Fauriel de Saint-Étienne, sa ville natale, et a tôt l’occasion de fréquenter le milieu industriel, de discuter avec des ingénieurs, de s’intéresser à l’invention scientifique et technologique et à la manière dont les innovations sont reçues au sein de la société.
Il est élève d'hypokhâgne puis de khâgne au lycée du Parc à Lyon de 1942 à 1944, où il suit les cours de Jean Lacroix et de Victor-Henri Debidour.
Puis Simondon entre à l’École normale supérieure de la rue d'Ulm de 1944 à 1948, où il suit les cours de Jean Hippolyte et de Maurice Merleau-Ponty. Durant ces années, il poursuit des études de physique et passe un certificat de psychophysiologie dirigé par Alfred Fessard.
En parallèle de ses premières années d'enseignement, il suit et obtient une licence de psychologie en 1950.

### Enseignement et recherche
Simondon obtient l'agrégation de philosophie en 1948, la même année que Gilles Deleuze et Louis Althusser. Il devient professeur au lycée Descartes de Tours de 1948 à 1955. Il y enseigne la philosophie, mais également le grec et le latin ainsi que la littérature du XXe siècle. À l'occasion du remplacement d'un de ses collègues de physique, il initie ses élèves à la technologie dans l'atelier au sous-sol du lycée qu'il aménage.
En 1955, il devient assistant à l’université de Poitiers et il y développe le laboratoire de psychologie expérimentale.
En 1958, le philosophe soutient ses deux thèses : la principale, L’individuation à la lumière des notions de forme et d’information dirigée par Jean Hippolyte et la complémentaire, Du mode d'existence des objets techniques dirigée par Georges Canguilhem. Cette dernière est publiée la même année chez Aubier.
L'obtention de son doctorat lui permet d'enseigner à la faculté des lettres de Poitiers entre 1960 et 1963, puis à la faculté des lettres et sciences humaines de Paris de 1963 à 1969 en psychologie. En 1964, paraît L'Individu et sa genèse physico-biologique qui contient la première partie et le chapitre premier de la deuxième partie de la thèse principale de Simondon : « L'individuation à la lumière des notions de forme et d'information ». Il prend ensuite la direction de l'enseignement de psychologie générale à l'université Paris-V (1969-1984), où il crée un laboratoire de psychologie et de technologie, basé à l’Institut de psychologie Henri Piéron, 28 rue Serpente.

### Fin de vie
La fille du philosophe, Nathalie Simondon, narre succinctement les vingt dernières années de son existence. « Cette vie riche et active a été progressivement assombrie par des difficultés de santé, vers le milieu des années 70, puis par une souffrance psychique dans les années 80 ». Gilbert Simondon prend sa retraite en 1983 et meurt à Palaiseau moins de six ans plus tard, le 7 février 1989.

## Influences
Les enseignants de Simondon ont joué un rôle important dans la construction de sa pensée.
Sa pensée est un dialogue constant mais plus ou moins explicite avec Kant, comme avec Marx, mais aussi avec la cybernétique[réf. nécessaire].

## Thèses

### L'individuation à la lumière des notions de forme et d'information
Les deux concepts qui dominent ses thèses principales et complémentaires pour le doctorat d'État - c'est-à-dire ses deux ouvrages les plus connus - sont les concepts d'individuation et de transduction.
L’individu et sa genèse physico-biologique est publié en 1964 en la mémoire de Maurice Merleau-Ponty.

### Du mode d'existence des objets techniques
Sa thèse complémentaire dirigée par Georges Canguilhem, soutenue également en 1958, est publiée la même année aux éditions Aubier. Étant un des rares textes de Simondon publié, disponible durant de nombreuses années (et augmenté au fil de ses rééditions), il reste emblématique de sa philosophie.
Simondon dédie la version publiée de sa thèse à certains de ses anciens professeurs : André Bernard, Jean Lacroix, Georges Gusdorf et Jean-Toussaint Desanti.
Elle se divise en trois parties :
- Genèse et évolution des objets techniques
- L'homme et l'objet technique
- Essence de la technicité

Il y réconcilie culture et technique en s'opposant au « facile humanisme » technophobe au profit de ce que l'on peut nommer un « humanisme difficile », selon J.-H. Barthélémy[réf. incomplète]. Il est par ailleurs l'héritier - involontaire - de Jacques Lafitte, qui, dès 1932, a préconisé le développement d'une science des machines, la « mécanologie »,. Comme l'a montré Pascal Chabot, une des oppositions centrales de l'œuvre de Simondon est celle de l'adaptation et de l'invention.

## Champs de réflexion

### Philosophie de l'individuation
Simondon critique l'hylémorphisme d'origine aristotélicienne. L'hylémorphisme explique l'individuation à partir de l'idée qu'« une forme préexistante façonne une matière », selon Didier Debaise. Mais pour Simondon, l'hylémorphisme n'explique pas comment ce rapport entre matière et forme s'opère concrètement.
Il opère dans sa thèse principale la synthèse, et donc pour certains[Qui ?] le dépassement des pensées de Gaston Bachelard et Henri Bergson : à l'épistémologie anti-substantialiste du premier, qu'il reprend et approfondit sous le nom de « réalisme des relations », il adjoint une ontologie génétique des « régimes d'individuation », qu'il décline en trois catégories : le physique, le vital et le transindividuel.

### Philosophie de la technique

#### Critique de l'anthropologie de la technique
Simondon développe une vision non-anthropologique de la technique dans sa philosophie.
L’anthropologie de la technique pense la technique comme étant le propre de l’homme, l’écartant du reste du vivant. Cette sous-discipline de l’anthropologie interroge l’histoire, les utilisations mais aussi les représentations sensibles et symboliques des objets techniques. André Leroi-Gourhan en est l’un des principaux représentants. Simondon se nourrit de ses travaux même si les deux hommes ont des visions divergentes.
Simondon rejette l’anthropologie de la technique car il refuse la séparation de la culture et de la technique, mais aussi la distinction entre l’homme et le vivant qui a cours chez bon nombre de philosophes, qui considèrent que l’homme possède une  « essence » qui le place au-dessus du reste du monde vivant.

Jean-Hugues Barthélémy précise que : 
« par « non-anthropologie » il faut entendre chez Simondon une pensée qui, d’une part, ne coupe pas l’homme du vivant, d’autre part, ne réduit pas la technique à son usage pour l’homme et au paradigme du travail..  »
Simondon propose une alternative à la pensée de l’homme-mesure comme prisme pour interpréter le monde et jette ainsi les bases de son système philosophique.

## Postérité
La ville de Palaiseau a donné le nom de cours Gilbert Simondon à une voie piétonne du campus Paris-Saclay. À Gif-sur-Yvette, le nom Espace G. Simondon a été donné à une salle de conférence de l'École normale supérieure, sur le même campus.

### Ses contemporains
La pensée de Simondon a influencé la pensée naissante de Gilles Deleuze, qui lui reprend la notion d’« individuation ». Dans sa thèse Différence et Répétition, Deleuze utilise les idées provenant de L’individu et sa genèse physico-biologique. Deleuze est l’un des premiers à faire connaître le travail de Simondon à l’international, en publiant sur son œuvre un article dans la Revue philosophique de la France et de l’étranger.

### Les années 1990
Le mouvement de retour à la pensée de Simondon est initié grâce à la publication de la deuxième partie de sa thése principale "L'individuation psychique et collective" en 1989 ainsi qu'au colloque de 1992 « Gilbert Simondon, une pensée de l’individuation et de la technique » dont les actes sont parus en 1994, où intervient entre autres Bernard Stiegler. L'œuvre de Simondon est par ailleurs l'une des principales sources, avec l'œuvre de Freud pour ce qui est de la compréhension de l'appareil psychique, de la pensée de Bernard Stiegler[réf. nécessaire].
Mais aussi par le philosophe belge Gilbert Hottois, avec la parution en 1993 de Simondon et la philosophie de la culture technique.

## Publications

### Monographies et recueils de textes
- Du Mode d'existence des objets techniques, Paris, Aubier, 1958 (réimpr. 2012), 367 p. (ISBN 978-2-7007-0428-0)
- L'Individu et sa Genèse physico-biologique, Paris, PUF, 1964
- L'Individuation psychique et collective, Paris, Aubier, 1989Ces deux ouvrages sont regroupés dans l'édition intégrale suivante :
- L'Individuation psychique et collective, augmentée d'une partie sur l’Histoire de la notion d'individu, suivi de la thèse d'État de Simondon, L'Individuation à la lumière des notions de formes et d'information, Paris, Jérôme Millon, 2005Édition révisée parue en 2013
- Deux Leçons sur l'animal et sur l'homme  (préf. Jean-Yves Chateau), Paris, Ellipses, 2004, 91 p. (ISBN 978-2-7298-2180-7)
- L'Invention dans les techniques : Cours et conférences, Paris, Seuil, 2005 (ISBN 9782020563376)
- Cours sur la Perception (1964-1965), Chatou, Éditions de La Transparence, 2006 (ISBN 9782350510125 et 978-2-13-062529-2)Réédité aux PUF en 2013
- Imagination et Invention (1965-1966), Chatou, Éditions de La Transparence, 2008 (ISBN 9782350510378 et 978-2-13-062837-8)Réédité aux PUF en 2014
- Communication et Information : Cours et conférences, Chatou, Éditions de La Transparence, 2010 (ISBN 9782350510439)
- Sur la Technique, Paris, PUF, 2014 (ISBN 978-2-13-062528-5)
- Sur la Psychologie, Paris, PUF, 2015 (ISBN 978-2-13-063130-9)
- Sur la Philosophie, Paris, PUF, 2016 (ISBN 978-2-13-063131-6)

### Articles
- « L’effet de halo en matière technique : vers une stratégie de la publicité », Cahiers de l’ISEA, série M, vol. 7,‎ 1960
- « La perception de longue durée », Journal de psychologie normale et pathologique, vol. 4,‎ 1969-1970, p. 397–419 (ISSN 0021-7956)
- « Mentalité technique », Revue philosophique de la France et de l'étranger, vol. 131, no 3,‎ 2006, p. 343-357 (ISSN 0035-3833, lire en ligne, consulté le 19 juillet 2019)

## Film sur Simondon
François Lagarde et Pascal Chabot ont réalisé un film consacré à la pensée de Simondon, intitulé Simondon du désert . Musique de Jean-Luc Guionnet, avec la participation de Giovanni Carrozzini, Jean-Hugues Barthélémy, Jean Clottes, Gilbert Hottois, Arne De Boever, Dominique Lecourt et Anne Fagot-Largeault.